# Le Roi Arthur, un poème héroïque en douze livres

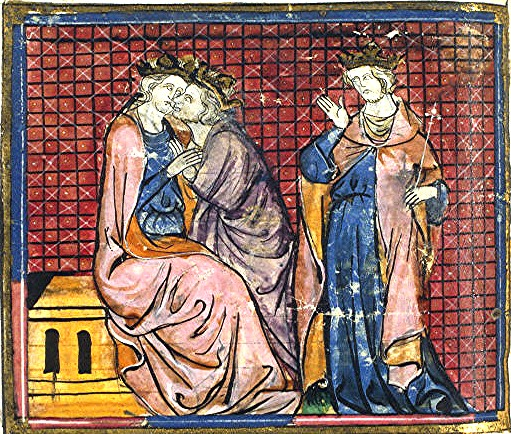
Hommage à Arthur, enluminure du XIVe siècle

Le Roi Arthur, un poème héroïque en douze livres (King Arthur, an Heroic Poem in Twelve Books en anglais) est un poème épique anglais écrit par Richard Blackmore en 1697. L'œuvre s'inscrit dans la lignée de Le Prince Arthur, un poème héroïque en dix livres, publié deux ans plus tôt, et dont le succès encouragea Blackmore à lui donner une suite.
Comme son prédécesseur, le Roi Arthur utilise le prétexte d'événements anciens et la légende du roi Arthur pour mieux symboliser l'actualité de l'époque, en particulier l'accession au trône de Guillaume III d'Angleterre à la suite de la Glorieuse Révolution de 1688. Toutefois, le public et la cour furent cette fois moins réceptifs, ce qui tient à la lenteur et à l'ennui dégagés par le récit.
Blackmore prit cette fois pour modèle John Milton, et non Virgile, et admit dans la préface qu'il avait accordé trop d'importance dans ses livres précédents aux règles de l'unité classique.